# Рударство у Аустрији
Рударство у Аустрији је индустрија која тренутно назадује.
Након периода послератне експанзије, производња минерала стагнирала је последњих деценија, а експлоатација метала и даље опада због високих оперативних трошкова, повећања стране конкуренције, ниских рудних категорија и проблема са животном средином. Сви рудници метала су тренутно затворени, осим прераде руде гвожђа у руднику Ерзберг (која је произвела 1,8 милиона тона руде гвожђа, концентрата 2000) и прераде волфрама у руднику Митерсил, који је био највећи подземни рудник волфрама на западу. Највећи раст у области минералних сировина остварен је у производњи индустријских минерала, што је област у којој ће се највише концентрисати будуће рударске активности, углавном за домаћу потрошњу.

## Минерали
Аустрија производи 2,5% светског графита, који се налази на 10. месту у свету и један је од највећих светских извора висококвалитетног графита. 2000. године, процењена производња је била 12 000 тона, док је 1996. године производња износила 30 000 тона. Земља производи 1,6% светског талка. На деветом су месту, по извештају о производњи из 2003. године када је произведено 137,596 тона сировог талка и сапунског камена . Једини у земљи произвођач талка, Лузенак Нанч АГ, управљао је са три рудника, на подручју Штајерске, и производио je талк, хлоритни талк, доломитски талк и руда хлорита, мусковита и кварца.
Производња осталих минерала у 2003. години у тонама укључује: кречњак и мермер, 24,477,000 тона; доломит, 6.079.000 тона, за домаћу индустрију цемента, заједно са калцитом и кречњаком; гипс и анхидрит, 1.004.000 тона; слане соли, 3.422.000 кубика (рудници соли су у власништву владе, а планира се да се у будћности приватизују и остали копови); волфрам, 1.400 тона; плавац (светла врста вулканског пепела), 4.000 тона; и сирови каолинит, 100.000 тона. Производња злата у 2003. години била је 25 кг. Такође 2003. године регистрована је производња сировог магнезита у износу од 767 000 тона.
Производња лигнита опада од 1963. године. У 2003. години производња лигнита износила је 1,152,000 тона. Производња битуменског угља константно је опадала након Другог светског рата, а 1968. године је потпуно престала са радом.